# German Naval Yards
German Naval Yards Kiel GmbH, également connu sous le nom de German Naval Yards, est une entreprise allemande appartenant au groupe de construction navale CMN Naval. Le groupe de chantiers navals comprend également Sir Joseph Isherwood Limited et les Constructions Mécaniques de Normandie. 

## Histoire

### Antécédents
Les origines de l’actuelle société German Naval Yards remontent à l’année 1838, lorsque Johann Schweffel et August Ferdinand Howaldt fondèrent à Kiel l’entreprise de construction mécanique et de fonderie Schweffel & Howaldt. Au fil des décennies, celle-ci donna naissance aux chantiers navals Howaldtswerke. Dans le cadre de la consolidation de la construction navale allemande, les établissements Howaldtswerke de Kiel et de Hambourg fusionnèrent en 1967 avec la Deutsche Werft AG pour former la société Howaldtswerke–Deutsche Werft AG (HDW),. 
En 2005, la construction navale de surface fut détachée de HDW et transférée à la société HDW-Gaarden GmbH. Cette réorganisation constitua la base du développement ultérieur de German Naval Yards en tant qu’entreprise indépendante dans le domaine de la construction navale militaire.

### German Naval Yards
En 2011, le groupe français a acquis la division de construction navale de surface de HDW-Gaarden. En 2015, le nom German Naval Yards Kiel a été introduit,. 
Au cours des années suivantes, le chantier a participé à plusieurs projets de construction, de maintenance et de modernisation de navires militaires, notamment l’Abeille Méditerranée, l’Abeille Normandie et le Seaguard 96. Entre 2016 et 2018, German Naval Yards a réalisé la construction de coques pour quatre projets de superyachts. De 2020 à 2021, le chantier a livré quatre corvettes de la classe Sa’ar 6 à la marine israélienne. La première unité, INS Magen, a été remise en novembre 2020, suivie de INS Oz en mai 2021. Les deux dernières corvettes ont été livrées en juillet 2021.
Dans le cadre du programme de construction des nouvelles frégates de classe F126, mené par Damen et Lürssen, German Naval Yards a été chargé de la fabrication de quatre des six unités prévues. La production devrait débuter en 2024 et s’étendre sur une période de cinq à huit ans. Ce projet figure parmi les plus importants programmes d’armement actuels de la Bundeswehr dans le domaine de la construction navale de surface.

## Structure de l'entreprise
German Naval Yards fait partie du groupe naval européen CMN Naval. Le groupe comprend également le chantier naval français CMN, le spécialiste britannique des systèmes ILS Isherwoods,, ainsi que HydroQuest, ACE et AMT.

## Activités commerciales
Les activités de German Naval Yards comprennent la conception, la construction, la transformation, ainsi que l’entretien et la réparation de navires. L’entreprise est notamment active dans la construction de grands navires militaires, tels que des corvettes et des frégates,.